# Cauro
Cauro är en kommun i departementet Corse-du-Sud på ön Korsika i Frankrike. Kommunen ligger  i kantonen Bastelica som tillhör arrondissementet Ajaccio. År 2022 hade Cauro 1 483 invånare.

## Befolkningsutveckling
Antalet invånare i kommunen Cauro
Referens:INSEE